# Ole David Jensen
 For alternative betydninger, se Ole Jensen. (Se også artikler, som begynder med Ole Jensen)
Ole David Jensen født 16. juli 1943 i Jægersborg, er en dansk kapgænger og elektriker.
David Jensen var medlem af Københavns IF fra 1962 og var også en periode i Ordrup Cyckle Klub. Han deltog i OL i München 1972 på 50 km. Han vandt 11 danske mesterskaber, deraf to for hold, og satte tre danske rekorder. Han var seks gange på landsholdet. 
Ole David Jensen søn af kapgængeren Svend David Jensen og far til kapgængeren Klaus David Jensen.

## Danske mesterskaber
Denne liste er ufuldstændig; hjælp gerne med at udfylde den.
- Guld 30 km gang 1966
- Guld 30 km gang 1967
- Guld 30 km gang 1968

## Personlige rekorder
50 km gang: 4.32.40 (1972)

## Ekstern henvisning
- Statletik-profil (Webside ikke længere tilgængelig)
- Ole David Jensens profil på Sports-Reference OL-resultater (arkiveret) (engelsk)
- Ole David Jensens profil på Olympedia (engelsk)